# KIGS
A KIGS é uma estação de rádio americana instalada na zona rural da cidade de Visalia, no Condado de Tulare, porém licenciada para Hanford, Condado de Kings, no Estado de Califórnia. A emissora é afiliada à rede NBC Sports Radio e é sintonizado na AM 620 kHz.
O sinal da estação serve na área dos condados de Visalia e Tulare, sob propriedade de Pereira Communications. Os estúdios da KIGS, são localizados na Rota 198, no leste de Hanford.  KIGS serve como a casa em rede de rádio dos Los Angeles Angels para Central Valley (ou Vale Central).

## História
A rádio entrou no ar em 1947 com nome de KNGS sob a propriedade dos donos de jornais locais.[carece de fontes?]
Ao longo dos anos, ela mudou propriedade ter sido possuído por Lee Smith e mais tarde Bob Liggett,[carece de fontes?] antes de ser vendido para o vocalista Ray Perry (nome de batismo do Pereira) e sua esposa Mary, da qual o vocalista da banda Journey, Steve Perry é o seu filho. Os Pereiras fundou a estação em 1947.
De descedência portuguesa, os Pereiras levaram pela primeira vez a programação em língua portuguesa em 1952.
Em 1986, os estúdios da rádio KNGS serviu em base de cover do álbum de Journey, no Raised on Radio.
Em 1987, a KNGS mudou nome para KCLQ.
Em 1989, expandiu programação para maior parte do formato em português (com alguma programação em língua espanhola), mesmo ano em que a rádio muda de nome para atual KIGS.
Em 27 de julho de 2012, a licença da estação foi transferida para Maria Pereira, que morreu em 11 de fevereiro do mesmo ano (dado nos documentos do FCC como Maria O. Pereira) para John Pereira, o administrador especial de propriedade da Maria Pereira.
Em 31 de julho do mesmo ano, a estação saiu do ar, em meio a dificuldades económicas e desentendimentos entre herdeiros dos Pereiras, deixando muitos descedentes portugueses da zona sul do Vale de San Joaquin, sem saber das notícias seu país, com os programas da Antena 1 Açores, como "Ondas do Atlântico" (exibido pela manhã e produzido a partir da freguesia de Santa Bárbara, na ilha Terceira, pelo radialista Hildeberto Rocha), "Filarmonia" e o "Gente Franca".
No entanto, ao contrário que se publicava sites de língua portuguesa, RTP e o Portal Imprensa, que noticiaram que ela foi fechada, a emissora não foi extinta, pois a saída do ar foi necessária para aguardar a conclusão da administração do espólio de Maria Pereira e os planos beneficiários para a estação.
Em fevereiro de 2013, a propriedade foi transferida para os seus filhos, Albert Pereira e Odilia Silva.
Em 23 de maio do mesmo ano, depois de quase 10 meses, a KIGS voltou ao ar com esporte, com programação a partir da Fox Sports Radio, antes de mudar sua afiliação logo depois para NBC Sports Radio.